# Nexion Tech
Nexion Technologies Limited（港交所：8420），在2002年，由主席符懋胜，於總部新加坡成立「Netsis Technology (S) Pte. Ltd.」，其業務在全球經營提供網絡基礎設施及網絡安全解決方案。
股份在2017年6月16日於港交所創業板上市。招股價為0.55港元，發行新股為1.5億股，而集資額為5230萬港元，主要用作為收購物業作為集團位於新加坡的總部及研發中心及升級集團的研發設備。

## 外部連結
- nexion.com.hk（页面存档备份，存于）